# SM UB-63
SM UB-63 – niemiecki okręt podwodny z okresu I wojny światowej, jedna z 96 zbudowanych jednostek typu UB III.
Okręt miał wyporność 508 ton w położeniu nawodnym i 639 ton pod wodą, a jego główną bronią było 10 torped o kalibrze 500 mm wystrzeliwanych z pięciu wyrzutni. Napędzana silnikami wysokoprężnymi i elektrycznymi jednostka rozwijała prędkość 13,3 węzła na powierzchni i 8 węzłów w zanurzeniu, osiągając zasięg nawodny wynoszący 8420 Mm przy prędkości 6 węzłów (i 55 Mm przy prędkości 4 węzłów pod wodą).
UB-63 został zwodowany 26 maja 1917 roku w stoczni Vulcan w Hamburgu, a do służby w Kaiserliche Marine wcielono go 23 lipca 1917 roku. W czasie służby operacyjnej w 2. Flotylli U-Bootów i 5. Flotylli U-Bootów Hochseeflotte odbył trzy patrole bojowe, podczas których zatopił dwa statki o łącznej pojemności 4481 BRT oraz zdobył jeden statek o pojemności 3290 BRT, a jeden statek o pojemności 1113 BRT został uszkodzony. SM UB-63 zaginął na Morzu Północnym lub Irlandzkim po 14 stycznia 1918 roku.

## Projekt i budowa
Wydane w kwietniu 1915 roku przez Inspektorat U-Bootów memorandum wzywało kierownictwo Cesarskiej Marynarki Wojennej do zaprojektowania i budowy uproszczonego typu okrętu podwodnego, który miał zostać wykorzystany w działaniach blokadowych Wielkiej Brytanii. Budowa dużych, oceanicznych okrętów podwodnych trwała zbyt wiele czasu, podobnie jak produkcja używanych do ich napędu silników wysokoprężnych o dużej mocy. Konsekwencją był duży niedobór jednostek tej klasy w niemieckiej flocie. Wznowienie na początku 1916 roku nieograniczonej wojny podwodnej sprawiło, że konieczne stało się opracowanie średniej wielkości okrętu podwodnego uzbrojonego w torpedy, który można było szybko zbudować. Przybrzeżne okręty typu UB II były zbyt słabo uzbrojone i miały niewystarczający zasięg, przez co ich użycie ograniczone było przeważnie do wód Morza Północnego i kanału La Manche, natomiast nowo projektowane torpedowe okręty podwodne musiały być zdolne do operowania wokół Wysp Brytyjskich i na Morzu Śródziemnym. Zrezygnowano z wcześniejszego schematu prostych jednostek jednokadłubowych z zewnętrznymi zbiornikami balastowymi na rzecz konstrukcji dwukadłubowej.
Projekt nowego okrętu podwodnego średniej wielkości oparto na konstrukcji udanych podwodnych stawiaczy min typu UC II. Dziobowej części okrętu nadano nowy profil, a szyby minowe zastąpiono przedziałem torpedowym z czterema wewnętrznymi wyrzutniami torped; powiększono również wyposażony w dwa peryskopy kiosk. Znacznie zwiększono moc silników spalinowych i elektrycznych, jak i pojemność zbiorników paliwa, jednak odbyło się to kosztem zmniejszenia o 40% wielkości baterii akumulatorów i o blisko 30% ich pojemności w stosunku do SM U-16, przez co spadła prędkość podwodna i zasięg. Okręty charakteryzowały się doskonałą manewrowością i krótkim czasem zanurzania, wynoszącym 30 sekund. Budowa okrętów o nadanym przez Inspektorat U-Bootów numerze projektu 44, zwanych później typem UB III, miała rozpocząć się po zrealizowaniu przez stocznie kontraktów na budowę jednostek typu UB II i UC II, czyli najwcześniej wiosną 1917 roku.
SM UB-63 zamówiony został 20 maja 1916 roku jako jednostka z liczącej 24 jednostki I serii okrętów typu UB III . Powstał w stoczni Vulcan w Hamburgu jako jeden z 26 okrętów typu UB III zbudowanych w tej wytwórni . UB-63 otrzymał numer stoczniowy 88 (Werk 88)  . Stępkę okrętu położono w 1916 roku , a zwodowany został 26 maja 1917 roku. Koszt budowy okrętu wyniósł 3 mln 279 tys. marek.

## Dane taktyczno-techniczne

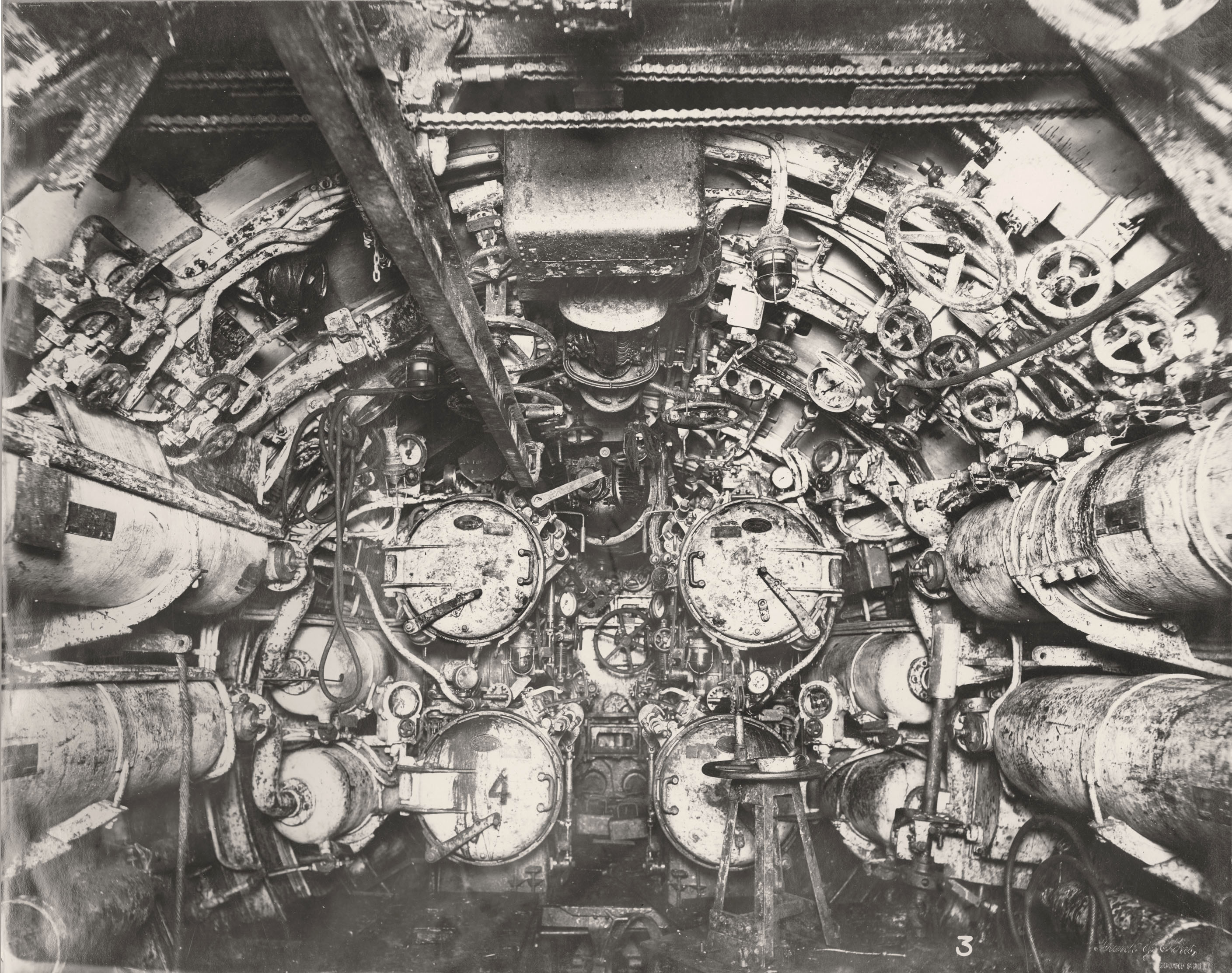
Wnętrze przedziału torpedowego siostrzanego okrętu SM UB-110

SM UB-63 był średniej wielkości okrętem podwodnym o konstrukcji dwukadłubowej. Długość całkowita wynosiła 55,52 metra, szerokość 5,76 metra i zanurzenie 3,7 metra. Kadłub sztywny miał 40,1 metra długości i 3,9 metra szerokości . Podzielony był grodziami na następujące przedziały (od dziobu): przedział torpedowy, pomieszczenia załogi, centrala, pomieszczenia załogi, przedział silników spalinowych, przedział silników elektrycznych oraz rufowy przedział torpedowy. Wysokość (od stępki do szczytu kiosku) wynosiła 8,25 metra . Dziób jednostki przystosowany był do przecinania sieci przeciwpodwodnych. Wyporność w położeniu nawodnym wynosiła 508 ton, a w zanurzeniu 639 ton.
Okręt napędzany był na powierzchni przez dwa 6-cylindrowe, czterosuwowe silniki wysokoprężne MAN S6V35/35 o łącznej mocy 809 kW (1100 KM) przy 450 obr./min, zaś pod wodą poruszał się dzięki dwóm silnikom elektrycznym SSW o łącznej mocy 580 kW (788 KM) przy 362 obr./min. Dwa wały napędowe obracały dwie śruby o średnicy 1,4 metra każda. Jednostka wyposażona była w dwa stery kierunku i dwa podwójne stery głębokości. Okręt osiągał prędkość 13,3 węzła na powierzchni i 8 węzłów w zanurzeniu. Zasięg wynosił 8420 Mm przy prędkości 6 węzłów w położeniu nawodnym oraz 55 Mm przy prędkości 4 węzłów pod wodą. Zbiorniki mieściły 68 ton paliwa , a energia elektryczna magazynowana była w dwóch bateriach akumulatorów po 62 ogniwa, zlokalizowanych pod przednim i tylnym pomieszczeniem mieszkalnym załogi. Dopuszczalna głębokość zanurzenia wynosiła 75 metrów , zaś czas wykonania manewru zanurzenia 30 sekund.
Głównym uzbrojeniem okrętu było pięć wewnętrznych wyrzutni torped kalibru 500 mm: cztery dziobowe i jedna na rufie, z łącznym zapasem 10 torped. Broń artyleryjską stanowiło umieszczone przed kioskiem działo pokładowe kalibru 8,8 cm TK C/08 L/30, z zapasem amunicji wynoszącym od 160 do 296 naboi . Okręt wyposażony był w dwa peryskopy: wachtowy i bojowy. Wyposażenie ratownicze stanowiła umieszczona na pokładzie łódź ratunkowa.
Załoga okrętu składała się z trzech oficerów oraz 31 podoficerów i marynarzy.

## Służba
SM UB-63 został wcielony do służby w Kaiserliche Marine 23 lipca 1917 roku . Dowódcą jednostki został mianowany kpt. mar. (niem. Kapitänleutnant) Rudolf Gebeschus, dowodzący wcześniej UB-35 . Po okresie szkolenia U-Boot 4 września wszedł w skład 2. Flotylli U-Bootów Hochseeflotte .
15 września w odległości 40 Mm na północny wschód od wyspy Muckle Flugga (na pozycji 61°36′N 0°14′W/61,600000 -0,233333) okręt storpedował bez ostrzeżenia i zatopił zbudowany w 1912 roku uzbrojony brytyjski parowiec „Santaren” o pojemności 4256 BRT, płynący z ładunkiem koksu z Newcastle upon Tyne do Archangielska (nikt nie zginął, lecz kapitan i starszy oficer zostali wzięci do niewoli)  .
30 września U-Boot został włączony do 5. Flotylli U-Bootów Hochseeflotte . 3 listopada na wodach Morza Północnego między Bergen a Szetlandami załoga UB-63 zatrzymała i przejęła jako pryz zbudowany w 1893 roku belgijski parowiec „Haelen” o pojemności 3290 BRT (podczas akcji nikt nie zginął; statek został zwrócony właścicielowi w 1918 roku) . 8 listopada u zachodnich wybrzeży Norwegii (na pozycji 60°18′N 4°13′W/60,300000 -4,216667) okręt podwodny zatopił bez strat w załodze zbudowany w 1903 roku duński drewniany trójmasztowy szkuner „Lindhardt” o pojemności 225 BRT, płynący pod balastem z Reykjavíku na Thurø . 15 listopada w odległości 42 Mm na północny wschód od Bard Head U-Boot storpedował zbudowany w 1915 roku norweski parowiec „Stargard” (1113 BRT), transportujący ładunek celulozy drzewnej i tektury falistej z Göteborga do Londynu (statek został uszkodzony) .
14 stycznia 1918 roku SM UB-63 wyszedł na swój trzeci patrol, kierując się na wody Morza Irlandzkiego i już nie powrócił do bazy . U-Boot zatonął z nieustalonych przyczyn w styczniu bądź na początku lutego na Morzu Północnym lub Irlandzkim, a wraz z nim zginęła cała, licząca 33 osoby załoga . Starsze opracowania podają, że UB-63 został zatopiony 28 stycznia 1918 roku na pozycji 56°10′N 2°00′W/56,166667 -2,000000 bombami głębinowymi przez brytyjskie uzbrojone trawlery „W.S. Bailey” i „Fort George” ; inna wersja mówi o zatopieniu U-Boota 27 stycznia przez brytyjskie uzbrojone trawlery „Cormorant IV” i „Young Fred”.

## Podsumowanie działalności bojowej
W latach 1917–1918 SM UB-63 odbył łącznie trzy patrole bojowe, podczas których zatopił dwa statki o łącznej pojemności 4481 BRT, zdobył jeden statek o pojemności 3290 BRT, a jeden statek o pojemności 1113 BRT został uszkodzony . Pełne zestawienie bojowych osiągnięć okrętu przedstawia poniższa tabela :
| Data              | Nazwa       | Państwo         | Tonaż       | Los jednostki |
| ----------------- | ----------- | --------------- | ----------- | ------------- |
| 15 września 1917  | „Santaren”  | Wielka Brytania | 4256        | zatopiony     |
| 3 listopada 1917  | „Haelen”    | Belgia          | 3290        | zdobyty       |
| 8 listopada 1917  | „Lindhardt” | Dania           | 225         | zatopiony     |
| 15 listopada 1917 | „Stargard”  | Norwegia        | 1113        | uszkodzony    |
| RAZEM             | RAZEM       | zatopione:      | zatopione:  | 2             |
| RAZEM             | RAZEM       | zdobyte:        | zdobyte:    | 1             |
| RAZEM             | RAZEM       | uszkodzone:     | uszkodzone: | 1             |